# باشگاه فوتبال اودبای تاون
باشگاه فوتبال اودبای تاون (به انگلیسی: Oadby Town Football Club) یک باشگاه فوتبال در شهر اودبای، کشور انگلستان است که در سال ۱۹۳۷ میلادی تأسیس شده‌است.